# ایبلیش فارل
ایبلیش فارل (متولد ۲۷ ژوئیه ۱۹۵۳) آهنگ‌ساز ایرلندی است. ایبلیش فارل در روسترور، شهرستان داون ایرلند شمالی است متولد شد. او موسیقی را، در سنین پایین شروع کرد و سپس درسنین بزرگسالی از دانشگاهِ کوئینز در بلفاست موفق به فارغ‌التحصیلی در مقطع کارشناسی موسیقی گردید.و سپس  وی دارای کارشناسی ارشد رشته آهنگ‎سازی از دانشگاه بریستول است. او همچنین دارنده دکترای آهنگ‌سازی و ارکستر از دانشگاه راتگرز نیوجرسی می‌باشد.
پس از اتمام تحصیل خود فارل، به عنوان یک آهنگ‌ساز زن، به عضویت شوارای عالی هنر ایرلند شمالی درآمد.

## آثار برگزیده
ارکستر
- یک روز در مسابقه (۱۹۷۶)
- پاپ کورن اورتور (۱۹۷۷)
- Threnody (1979)
- کیلبرونی، مجموعه فولکلور ایرلندی ساز و ارکستر (۱۹۹۵)

گروه
- هیاهو برای ریاست جمهوری رابینسون برای گروه براس و تیمپانی(۱۹۹۱)
- آوای شوک (۱۹۹۲)
- هیاهو برای گروه براس و تیمپانی(۱۹۹۳)

Concertante
- رومانزا،برای فلوت و ارکستر (۱۹۸۰)
- کنسرتو گروسو برای ۲ ویلن، ویولن سل و ارکستر زهی (۱۹۸۸)

مجلسی و موسیقی بی کلام
- پنج ترفل برای ابوا و پیانو (۱۹۷۶)
- کوارتت زهی شماره 2 (1977)
- مرثیه برای ویولا و پیانو (۱۹۷۷)
- تریوی پیانو (۱۹۷۸)
- سونات برای کلارینت و پیانو (۱۹۷۸)
- سازبندی برای ویولن (۱۹۸۲)
- چهار نوازیبرای کلارینت و ترومپت و شیپور و باسون (۱۹۸۲)
- دایورسهایی برای فلوت، ویولن، ویولن سل و هارپسیکورد (۱۹۸۶)
- پراکسیزنبرای فلوت، شیپور انگلیسی، ویولون و ویولا (۱۹۸۶)
- گفتگو برای ویولن و ویولن سل (۱۹۸۸)
- شش شمع روی کیک تولد برای کلارینت و پیانو (۱۹۸۹)
- Quintalogue برای ۲ ترومپت، شیپور، ترومبون و طوبی (۱۹۸۹)
- Canson برای ویولن و پیانو (۱۹۹۱)
- درخشش زمین برای هارپ (۱۹۹۲)
- آواهای ارفیوس  برای ویولن و گیتار (۱۹۹۲)
- Arioso برای ساکسیفون آلتو (۱۹۹۴)
- Estampie برای ویولن (۱۹۹۴)
- آوای پنه لوپه برای ویولا (۱۹۹۴)
- Skyshapes برای فلوت (۱۹۹۴)
- Stillsong برای ویولن سل (۱۹۹۴)
- ستاره صبح برای ساکسیفون سوپرانو و ارگان (۲۰۰۱)
- یک Chruit Draíochta برای هارپ (۲۰۰۲)
- گفتگو II برای ویولن و ویولن سل (۲۰۰۲)
- Earthloops برای کلارینت (۲۰۰۳)
- آواهای ارفیوس برای ویولن و پیانو (۲۰۰۵)
- زمان و فضا دیروز مرده‌اند، برای باس کلارینت (۲۰۰۶)
- بل از بروناک، برای ویولن، (۲۰۰۹)
- گذرگاه شمالی نبرد برای پرکاشن و کوبه ای (۲۰۰۹)

ارگان
- بازی (۱۹۸۵)
- مطالعه (۱۹۸۵)
- رقص (۱۹۸۸)

پیانو
- زمان قطره (۱۹۸۹)
- چهار واریاسیون در تولد چهل (سال ۱۹۹۱)
- Tadhg's Playstation(2007)
- Gleann na Sídhe – پری گلن (۲۰۱۱)

آوازی
- یازده سلتیک Epigrams برای mezzo-soprano و ارکستر (۱۹۷۶)
- در حال حاضر یک جشن بیکران' برای سوپرانو و اتاق گروه (۱۹۷۹)
- آهنگ مرگ برای mezzo-soprano و پیانو (۱۹۸۰)
- سه فمینیستی Lovesongs برای باریتون و پیانو (۱۹۸۷)
- ثروت‌های بادآورده برای سوپرانو و اتاق گروه (۱۹۹۰)
- این Lovesong از ایزابلا و الیاس Cairel برای mezzo-soprano با ابوا ویولا و سنتور (۱۹۹۲)
- ابریشمی تخت برای mezzo-soprano, ویولن، ویولن سل و پیانو یا هارپسیکورد (۱۹۹۳)
- Fáinne Geal یک لائه برای 2 sopranos و ایرلندی هارپ (۱۹۹۵)
- بارها در Stilly شب برای 2 sopranos و پیانو (۱۹۹۵)
- O ستاره Illumined توسط خورشید برای سوپرانو و اتاق گروه (۱۹۹۹)
- ماریا، Dolce ماریا برای 2 sopranos و ارگان (۲۰۰۱)
- Pulchra es amica mea برای mezzo-soprano باس کلارینت و هارپ (۲۰۰۵)
- تام سایبری جهان برای نوازندگان و اتاق گروه (۲۰۰۷)
- خیابان استلا ماریس برای سوپرانو و کوارتت زهی (۲۰۰۹)
- زمستان خواب برای سوپرانو و پیانو (۲۰۱۰)

کرال
- خلق و خو برای مخلوط کر a cappella (1978)
- پایکوبی کریسمس (۱۹۸۹–۲۰۰۷)
- یک حلقه گل برای رئیس جمهور برای سوپرانو و مخلوط کر a cappella (1990)
- Exaudi Voces برای سوپرانو آلتو تنورهای باریتون و مخلوط کر a cappella (1991)
- Exultet برای سوپرانو تنور مخلوط کر و ارکستر (۱۹۹۱)
- ملکه Connemara برای باریتون، زن کر ویولن و ایرلندی هارپ (۱۹۹۵)
- ستاره County پایین برای باریتون، زن کر ویولن و ایرلندی هارپ (۱۹۹۵)
- Thugamar Féin برای سوپرانو زن کر، ویولن، ایرلندی چنگ و اختیاری کوبه ای (۱۹۹۵)
- کاریتاس Abundat برای 2 sopranos و مخلوط کر a cappella (1995)
- آواز یا موسیقی دو سرافیمها برای نوازندگان مخلوط کر و ارکستر (۱۹۹۷)
- O Rubor Sanguinis برای مخلوط کر a cappella (1998)
- Setanta برای سوپرانو مخلوط کر و ارکستر (۲۰۰۰)
- Ave Maria برای سوپرانو و زن کر a cappella (2009)